# Рокауей Бийч
Рокауей Бийч (на английски: Rockaway Beach) е град в окръг Тиламук, щата Орегон, САЩ. Рокауей Бийч е с население от 1276 жители (2000) и обща площ от 4,2 km². Намира се на 5,2 m надморска височина. ЗИП кодът му е 97136, а телефонният му код е 503.